# أوليفر سي. ويلي
أوليفر سي. ويلي هو سياسي أمريكي، ولد في 30 يناير 1851 في تروي في الولايات المتحدة، وتوفي بنفس المكان في 18 أكتوبر 1917. نشط حزبياً في الحزب الديمقراطي. وقد انتخب عضو مجلس النواب الأمريكي ‏.